# 腹弁
腹弁（ふくべん）とは、セミの腹部にある鳴き声を出すための器官。
セミがなくのはオスだけでメスは鳴かない。オスの腹弁は大きく、メスは小さい。お腹の腹弁は丸い形のものが2個あり、メスは小さく鳴く機能はない。オスが鳴くのはメスを呼ぶためである。